# Antonio Milić
Antonio Milić (Spalato, 10 marzo 1994) è un calciatore croato, difensore e centrocampista del Lech Poznań.

## Caratteristiche tecniche
È un difensore centrale mancino, capace di giocare anche come terzino o, eventualmente, come mediano, ruolo nel quale ha iniziato la carriera. Per questo è in grado di disimpegnarsi sia nella fase difensiva che in quella offensiva; è inoltre abile nei compiti di impostazione.

## Carriera

### Club

#### Gli inizi
Nato a Spalato, Milić muove i primi passi nella squadra della sua città, l'Hajduk Spalato. Riceve la sua prima convocazione il 2 aprile 2011, all'età di 17 anni, in occasione della gara interna pareggiata per 1-1 contro il Rijeka, dove tuttavia non esordisce. Il debutto arriva nel novembre successivo, quando gioca i quindici minuti finali della gara di campionato contro il Sebenico, subentrando a Anas Sharbini.
Nella stagione 2012-2013 diventa titolare dei croati, con cui gioca 26 gare ed esordisce in Europa League, nella gara dei preliminari contro l'Inter. Il 15 settembre realizza la sua prima rete da professionista, nel match contro l'Inter Zaprešić. Resta in Croazia per un'altra stagione e mezzo, prima di firmare con l'Ostenda, in Belgio.

#### L'avventura belga
Esordisce in Jupiler League il 17 gennaio 2015, nella pesante sconfitta per 1-7 contro il Kortrijk. Ciononostante si ritaglia un ruolo sempre più importante nel corso delle stagioni, arrivando a realizzare il suo record di marcature personali (4) nella stagione 2016-2017.
Grazie alle buone prestazioni viene acquistato dall'Anderlecht, con cui debutta il 28 luglio, ancora contro il Kortrijk. Nonostante venga spesso titolare a sinistra nella difesa a 3, nella stagione 2019-2020 viene ceduto in prestito.

#### La stagione spagnola
Il 30 agosto 2019 viene annunciato il suo passaggio al Rayo Vallecano de Madrid, con cui esordisce il settembre successivo nel match interno contro il Racing Santander. Al termine della stagione colleziona un totale di 18 presenze in campionato e 2 in Coppa, prima di fare ritorno all'Anderlecht. Tuttavia non riesce a trovare più spazio nella squadra belga, che lo tiene ai margini della rosa.

#### L'approdo in Polonia
Il 10 gennaio 2021 viene annunciato il suo passaggio ai polacchi del Lech Poznań a titolo definitivo, con cui firma un contratto di due anni e mezzo ed eventuale prolungamento. Esordisce con la maglia del kolejorz il 5 febbraio successivo, subentrando a Thomas Rogne all'inizio della ripresa nella gara di campionato contro il Zagłębie Lubin.
Il 2 maggio 2022 disputa da titolare la finale di Puchar Polski contro il Raków Częstochowa, dove i kolejorz vengono sconfitti per 1-3 dai rossoblu. Pochi giorni più tardi, tuttavia, arriva un grande riscatto, visto che i kolejorz si laureano campioni di Polonia per l'ottava volta nella loro storia.

### Nazionale
Dopo aver completato tutta la trafila delle giovanili, debutta in nazionale maggiore il 6 settembre 2018 in corso dell'amichevole pareggiata per 1-1 contro il Portogallo., subentrando a Domagoj Vida

## Statistiche

### Presenze e reti nei club
Statistiche aggiornate al 20 maggio 2022.
| Stagione        | Squadra         | Campionato      | Campionato | Campionato | Coppe nazionali | Coppe nazionali | Coppe nazionali | Coppe continentali | Coppe continentali | Coppe continentali | Altre coppe | Altre coppe | Altre coppe | Totale | Totale |
| Stagione        | Squadra         | Comp            | Pres       | Reti       | Comp            | Pres            | Reti            | Comp               | Pres               | Reti               | Comp        | Pres        | Reti        | Pres   | Reti   |
| --------------- | --------------- | --------------- | ---------- | ---------- | --------------- | --------------- | --------------- | ------------------ | ------------------ | ------------------ | ----------- | ----------- | ----------- | ------ | ------ |
| 2011-2012       | Hajduk Spalato  | 1.NHL           | 2          | 0          | HNK             | 0               | 0               | UEL                | 0                  | 0                  | -           | -           | -           | 2      | 0      |
| 2012-2013       | Hajduk Spalato  | 1.NHL           | 26         | 3          | HNK             | 0               | 0               | UEL                | 2                  | 0                  | -           | -           | -           | 28     | 3      |
| 2013-2014       | Hajduk Spalato  | 1.NHL           | 18         | 2          | HNK             | 2               | 0               | UEL                | 2                  | 0                  | -           | -           | -           | 22     | 2      |
| 2014-gen. 2015  | Hajduk Spalato  | 1.NHL           | 11         | 2          | HNK             | 1               | 0               | UEL                | 5                  | 0                  | -           | -           | -           | 17     | 1      |
| gen.-mag. 2015  | Ostenda         | JPL             | 8          | 1          | CB              | 0               | 0               | -                  | -                  | -                  | -           | -           | -           | 8      | 1      |
| 2015-2016       | Ostenda         | JPL             | 33         | 2          | CB              | 1               | 0               | -                  | -                  | -                  | -           | -           | -           | 34     | 2      |
| 2016-2017       | Ostenda         | JPL             | 29         | 4          | CB              | 4               | 0               | -                  | -                  | -                  | -           | -           | -           | 33     | 4      |
| 2017-2018       | Ostenda         | JPL             | 35         | 1          | CB              | 3               | 0               | UEL                | 2                  | 0                  | -           | -           | -           | 40     | 1      |
| 2018-2019       | Anderlecht      | JPL             | 21         | 0          | CB              | 0               | 0               | UEL                | 4                  | 0                  | -           | -           | -           | 25     | 0      |
| 2019-2020       | Rayo Vallecano  | SD              | 18         | 0          | CR              | 2               | 0               | -                  | -                  | -                  | -           | -           | -           | 20     | 0      |
| 2020-gen.2021   | Anderlecht      | JPL             | 0          | 0          | CB              | 0               | 0               | -                  | -                  | -                  | -           | -           | -           | 0      | 0      |
| gen.-mag. 2021  | Lech Poznań     | E               | 9          | 0          | PP              | 2               | 0               | -                  | -                  | -                  | -           | -           | -           | 11     | 0      |
| 2021-2022       | Lech Poznań     | E               | 26         | 4          | PP              | 2               | 0               | -                  | -                  | -                  | -           | -           | -           | 28     | 4      |
| Totale carriera | Totale carriera | Totale carriera | 236        | 19         |                 | 17              | 0               |                    | 15                 | 0                  |             | -           | -           | 268    | 19     |

### Cronologia presenze e reti in nazionale
| Cronologia completa delle presenze e delle reti in nazionale ― Croazia | Cronologia completa delle presenze e delle reti in nazionale ― Croazia | Cronologia completa delle presenze e delle reti in nazionale ― Croazia | Cronologia completa delle presenze e delle reti in nazionale ― Croazia | Cronologia completa delle presenze e delle reti in nazionale ― Croazia | Cronologia completa delle presenze e delle reti in nazionale ― Croazia | Cronologia completa delle presenze e delle reti in nazionale ― Croazia | Cronologia completa delle presenze e delle reti in nazionale ― Croazia |
| Data                                                                   | Città                                                                  | In casa                                                                | Risultato                                                              | Ospiti                                                                 | Competizione                                                           | Reti                                                                   | Note                                                                   |
| ---------------------------------------------------------------------- | ---------------------------------------------------------------------- | ---------------------------------------------------------------------- | ---------------------------------------------------------------------- | ---------------------------------------------------------------------- | ---------------------------------------------------------------------- | ---------------------------------------------------------------------- | ---------------------------------------------------------------------- |
| 6-9-2018                                                               | Faro                                                                   | Portogallo                                                             | 1 – 1                                                                  | Croazia                                                                | Amichevole                                                             | -                                                                      | 46’                                                                    |
| 15-10-2018                                                             | Fiume                                                                  | Croazia                                                                | 2 – 1                                                                  | Giordania                                                              | Amichevole                                                             | -                                                                      | 45’                                                                    |
| 18-11-2018                                                             | Londra                                                                 | Inghilterra                                                            | 2 – 1                                                                  | Croazia                                                                | UEFA Nations League 2018-2019 - 1º turno                               | -                                                                      | 26’                                                                    |
| Totale                                                                 |                                                                        | Presenze                                                               | 3                                                                      |                                                                        | Reti                                                                   | 0                                                                      |                                                                        |

| Cronologia completa delle presenze e delle reti in nazionale ― Croazia under 21 | Cronologia completa delle presenze e delle reti in nazionale ― Croazia under 21 | Cronologia completa delle presenze e delle reti in nazionale ― Croazia under 21 | Cronologia completa delle presenze e delle reti in nazionale ― Croazia under 21 | Cronologia completa delle presenze e delle reti in nazionale ― Croazia under 21 | Cronologia completa delle presenze e delle reti in nazionale ― Croazia under 21 | Cronologia completa delle presenze e delle reti in nazionale ― Croazia under 21 | Cronologia completa delle presenze e delle reti in nazionale ― Croazia under 21 |
| Data                                                                            | Città                                                                           | In casa                                                                         | Risultato                                                                       | Ospiti                                                                          | Competizione                                                                    | Reti                                                                            | Note                                                                            |
| ------------------------------------------------------------------------------- | ------------------------------------------------------------------------------- | ------------------------------------------------------------------------------- | ------------------------------------------------------------------------------- | ------------------------------------------------------------------------------- | ------------------------------------------------------------------------------- | ------------------------------------------------------------------------------- | ------------------------------------------------------------------------------- |
| 5-3-2014                                                                        | Capodistria                                                                     | Slovenia under 21                                                               | 2 – 1                                                                           | Croazia under 21                                                                | Amichevole                                                                      | -                                                                               | 55’                                                                             |
| 3-9-2014                                                                        | Jelgava                                                                         | Lettonia under 21                                                               | 1 – 3                                                                           | Croazia under 21                                                                | Qual. Europeo Under-21 2015                                                     | -                                                                               |                                                                                 |
| 10-10-2014                                                                      | Wolverhampton                                                                   | Inghilterra under 21                                                            | 2 – 1                                                                           | Croazia under 21                                                                | Qual. Europeo Under-21 2009                                                     | -                                                                               | 90+1’                                                                           |
| 14-10-2014                                                                      | Vinkovci                                                                        | Croazia under 21                                                                | 1 – 2                                                                           | Inghilterra under 21                                                            | Qual. Europeo Under-21 2009                                                     | -                                                                               |                                                                                 |
| 13-11-2014                                                                      | Sebenico                                                                        | Croazia under 21                                                                | 3 – 0                                                                           | Norvegia under 21                                                               | Amichevole                                                                      | -                                                                               |                                                                                 |
| 26-3-2015                                                                       | Zagabria                                                                        | Croazia under 21                                                                | 3 – 1                                                                           | Montenegro under 21                                                             | Amichevole                                                                      | -                                                                               |                                                                                 |
| 30-3-2015                                                                       | Atene                                                                           | Grecia under 21                                                                 | 0 – 2                                                                           | Croazia under 21                                                                | Amichevole                                                                      | -                                                                               |                                                                                 |
| 3-9-2015                                                                        | Koprivnica                                                                      | Croazia under 21                                                                | 1 – 0                                                                           | Georgia under 21                                                                | Qual. Europeo Under-21 2017                                                     | 1                                                                               |                                                                                 |
| 7-9-2015                                                                        | Tartu                                                                           | Estonia under 21                                                                | 0 – 4                                                                           | Croazia under 21                                                                | Qual. Europeo Under-21 2017                                                     | 1                                                                               |                                                                                 |
| 7-10-2015                                                                       | Sebenico                                                                        | San Marino under 21                                                             | 0 – 3                                                                           | Croazia under 21                                                                | Qual. Europeo Under-21 2017                                                     | -                                                                               |                                                                                 |
| 12-10-2015                                                                      | Zaprešić                                                                        | Croazia under 21                                                                | 3 – 4                                                                           | Russia under 21                                                                 | Amichevole                                                                      | -                                                                               | 46’                                                                             |
| 11-11-2015                                                                      | Sebenico                                                                        | Croazia under 21                                                                | 4 – 0                                                                           | San Marino under 21                                                             | Qual. Europeo Under-21 2017                                                     | 1                                                                               |                                                                                 |
| 17-11-2015                                                                      | Fiume                                                                           | Croazia under 21                                                                | 2 – 3                                                                           | Spagna under 21                                                                 | Qual. Europeo Under-21 2017                                                     | -                                                                               | 48’                                                                             |
| 24-3-2016                                                                       | Burgos                                                                          | Spagna under 21                                                                 | 0 – 3                                                                           | Croazia under 21                                                                | Qual. Europeo Under-21 2017                                                     | -                                                                               |                                                                                 |
| 28-3-2016                                                                       | Zaprešić                                                                        | Croazia under 21                                                                | 2 – 1                                                                           | Estonia under 21                                                                | Qual. Europeo Under-21 2017                                                     | -                                                                               | 46’                                                                             |
| 1-9-2016                                                                        | Koprivnica                                                                      | Croazia under 21                                                                | 1 – 1                                                                           | Svezia under 21                                                                 | Qual. Europeo Under-21 2017                                                     | -                                                                               |                                                                                 |
| 6-9-2016                                                                        | Zestaponi                                                                       | Georgia under 21                                                                | 2 – 2                                                                           | Croazia under 21                                                                | Qual. Europeo Under-21 2017                                                     | -                                                                               |                                                                                 |
| 10-10-2016                                                                      | Trelleborg                                                                      | Svezia under 21                                                                 | 4 – 2                                                                           | Croazia under 21                                                                | Qual. Europeo Under-21 2017                                                     | -                                                                               |                                                                                 |
| Totale                                                                          |                                                                                 | Presenze                                                                        | 18                                                                              |                                                                                 | Reti                                                                            | 3                                                                               |                                                                                 |

## Palmarès

### Club

#### Competizioni nazionali
- Coppa di Croazia: 1

Hajduk Spalato: 2012-2013
- Campionato polacco: 2

Lech Poznań: 2021-2022, 2024-2025